# Хазиз Лила
Хазиз Лила (на албански: Haziz Lila) е албански религиозен и просветен деец.

## Биография
Роден е в голобърденското село Стеблево, Османската империя, днес Албания. Учи в Истанбул. Работи като учител по френски в Гостивар, Струга, а след това е директор на училище в Дебър. По-късно става мюфтия и развива широка просветна и патриотична дейност преди обявяванетона независимостта на Албания. Разпространява нелегално книги на албански език и се противопоставя на сръбската пропаганда в днешна Албания. Участва на Дебърския конгрес в 1909 година като представител на Голо бърдо заедно с Хасан Моглица и Дан Цами. Заради патритотичната си дейност е отвлечен от сръбски войници и е застрелян на 7 юни 1915 година.